# Risentimento

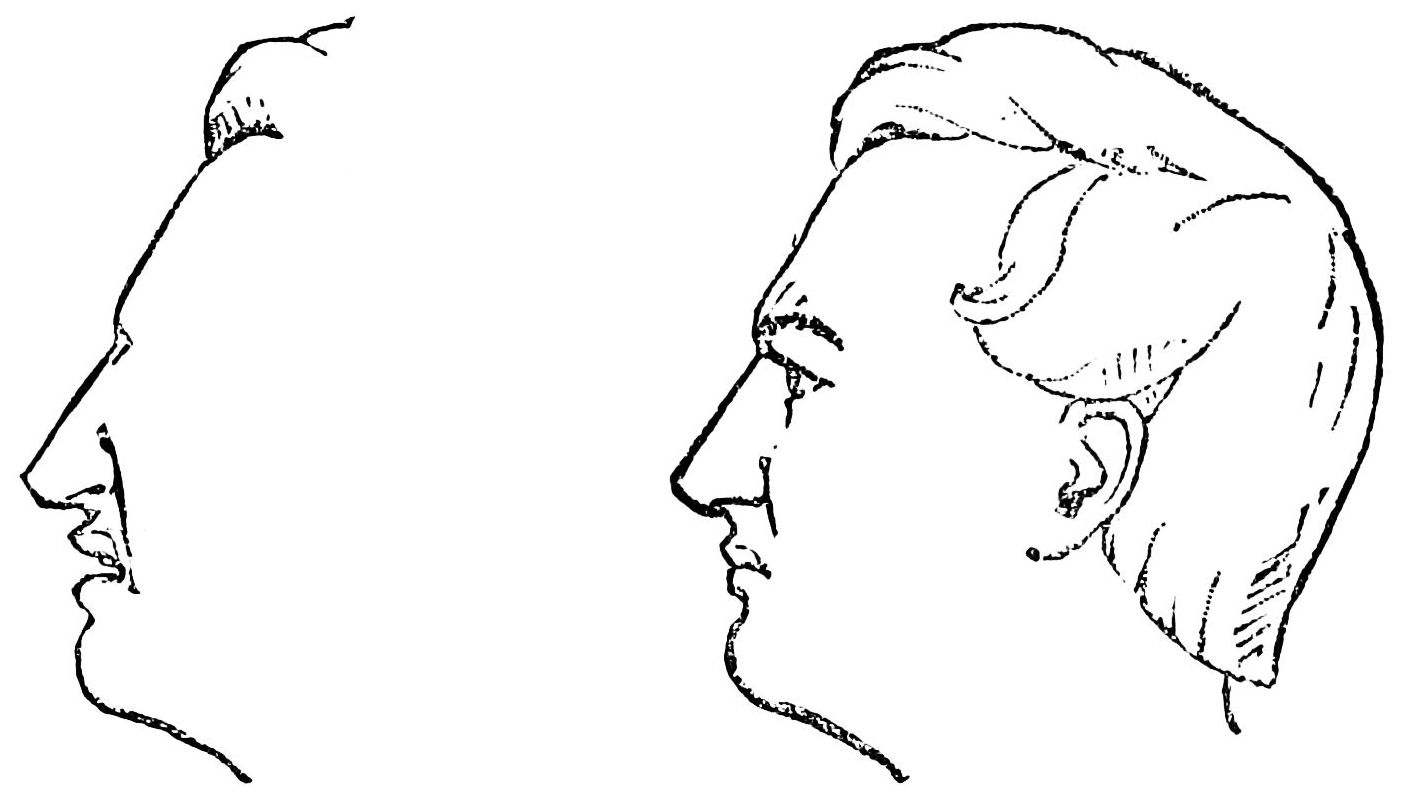
Espressione facciale del Risentimento

Il risentimento, rancore o amarezza è un'emozione complessa e multistrato che è stata descritta come un misto di delusione, disgusto e rabbia. Altri psicologi lo considerano uno stato d'animo o un'emozione secondaria (compresi elementi cognitivi) che può essere suscitata di fronte a insulti e/o offese, sia reali che immaginarie.
Inerente al risentimento è una percezione di ingiustizia (cioè da banale a molto grave) e una difesa generalizzata contro situazioni ingiuste (ad esempio relazioni o circostanze sfavorevoli).
La parola deriva dal francese "ressentir", re-, prefisso intensivo, e sentir "sentire"; dal latino "sentire". La parola inglese è diventata sinonimo di rabbia, dispetto e rancore.

## Descrizione
Il risentimento è un'esperienza affettiva che le persone sperimentano quando un agente esterno nega loro le opportunità o le risorse di valore (incluso lo status), che esse considerano socialmente accessibili. Non riconducibile a un fenomeno psichico meramente intra-individuale, il risentimento è un sentimento sociale contrassegnato da peculiari dinamiche relazionali, storicamente e culturalmente situate. Può essere un'esperienza emotivamente disturbante, che viene provata nuovamente o rivissuta nella mente. Secondo gli psicologi, il risentimento è uno dei sentimenti-chiave nello sviluppo del narcisismo.
Quando una persona prova risentimento verso se stessa si parla di "rimorso".
Il risentimento riguarda simultaneamente le strutture e le relazioni nelle quali le persone sono ingaggiate. Nella società contemporanea l'eguaglianza proclamata sul piano dei valori contrasta con le disuguaglianze sul piano delle differenze di potere e di accesso alle risorse materiali. Questo divario genera una tensione sempre maggiore tra desideri egualitari, tra loro fittamente concorrenziali, e le disuguaglianze sociali strutturali crescenti.
Gli attori sociali hanno ampie possibilità di scelta, ma sono tendenzialmente incapaci di promuovere le condizioni di uguaglianza di opportunità che sono necessarie alla loro concreta realizzazione. Questo comporta che un desiderio sempre più ambizioso e mimetico si scontra con una realtà competitiva e selettiva. Una conseguenza è la diffusione del risentimento nella vita quotidiana.

## Cause
Il risentimento può derivare da una varietà di situazioni che coinvolgono una presunta trasgressione da parte di un individuo, che sono spesso scatenate da espressioni di ingiustizia o umiliazione. Fonti comuni di risentimento includono incidenti pubblicamente umilianti come accettare un trattamento negativo senza esprimere alcuna protesta; sentirsi oggetto di regolare discriminazione o pregiudizio; invidia/gelosia; sentirsi usati o sfruttati dagli altri; e avere risultati non riconosciuti, mentre altri riescono senza lavorare sodo. Il risentimento può anche essere generato da interazioni diadiche, come rifiuto emotivo o negazione da parte di un'altra persona, deliberato imbarazzo o sminuimento da parte di un'altra persona, o ignoranza, abbattimento o disprezzo da parte di un'altra persona.
Il risentimento può anche svilupparsi ed essere mantenuto: concentrandosi su rancori passati (cioè ricordi inquietanti di esperienze dolorose) continuamente, o cercando di giustificare l'emozione (cioè con pensieri/sentimenti aggiuntivi). Pertanto, il risentimento può verificarsi come risultato del processo del dolore e può essere sostenuto rimuginando.

## Funzione
Il risentimento ha aspetti sani e malsani.
Alice MacLachlan scrive: "Ciò che proviamo risentimento rivela ciò che apprezziamo e ciò che ci aspettiamo (o speriamo) dagli altri; può anche rivelare ciò a cui ci consideriamo autorizzati {a}: cioè, come le nostre aspettative di ciò che ci circonda sono organizzate e misurate." In effetti, prosegue scrivendo che solo una persona amorale (una persona che non aveva valori o preoccupazione per il benessere di sé o degli altri) non poteva provare risentimento.
Il risentimento può anche funzionare per mettere in guardia contro il ripetersi di ulteriori situazioni future, dannose e ingiuste (il suo focus è sul futuro). Il risentimento, usato come forma di sfiducia, ha una forte componente di autopunizione: "il falso fascino dell'autopunizione è quello che sembra tenerci al sicuro da future ferite e delusioni", quando in realtà sta ferendo di più il "risentitore" (cioè come maltrattiamo o diffidiamo di altri estranei all'offesa, di noi stessi, ecc.).
Il risentimento è stato anche concettualizzato come una forma di protesta: "Più specificamente, il risentimento protesta contro un'azione passata, che persiste come una minaccia presente". La "minaccia attuale" è che l'azione o le azioni dannose passate affermano: che puoi essere trattato in questo modo o che tale trattamento è accettabile; Rappresenta una minaccia e, risentendoti, contesti tale affermazione (cioè protesta). "Il risentimento afferma ciò che l'atto {del trasgressore} nega" - la sua nocività e il valore della vittima. Vale la pena notare che Pamela Hieronymi afferma che l'oggetto della protesta è l'evento passato, piuttosto che l'autore dell'evento: affermando che il risentimento non deve trasformarsi in malizia o desiderio di punizione (se il risentimento è focalizzato sulla passata situazione o evento dannoso, piuttosto che la persona che l'ha causato).
Il risentimento, quando è malsano, può presentarsi sotto forma di: rabbia ostile con un movente di ritorsione (cioè fantasticare di denigrare qualcuno, svalutare o ripagare qualcuno per un danno percepito), durata temporale (che continuare per giorni, settimane o anche anni), o quando si tengono troppi risentimenti; Quindi, prosciugando risorse, creando stress e prosciugando emozioni positive.

## Espressione fisica
A differenza di molte emozioni, il risentimento non ha tag fisici esclusivamente correlati ad esso che telegrafano quando una persona prova questa emozione. Tuttavia, possono essere esibite espressioni fisiche associate a emozioni correlate come rabbia e invidia, come sopracciglia corrugate o denti scoperti.
Il risentimento può essere autodiagnosticato cercando segni come il bisogno di regolazione delle emozioni, fingendo felicità mentre si è con una persona per coprire i veri sentimenti nei suoi confronti, o parlando in modo sarcastico o umiliante con o riguardo alla persona. Può anche essere diagnosticato attraverso la comparsa di emozioni legate all'agitazione o allo sconforto, come sentirsi inspiegabilmente depressi o scoraggiati, arrabbiarsi senza una ragione apparente o avere incubi o inquietanti sogni ad occhi aperti su una persona.

## Esperienza interna
Il risentimento è più potente quando è sentito nei confronti di qualcuno a cui l'individuo è vicino o intimo. Avere un infortunio che provoca sentimenti di risentimento inflitti da un amico o da una persona cara lascia l'individuo tradito oltre che risentito, e questi sentimenti possono avere effetti profondi.
Il risentimento può avere una varietà di risultati negativi sulla persona che lo sperimenta, tra cui suscettibilità o nervosismo quando si pensa alla persona risentita, negazione della rabbia o dell'odio contro questa persona e provocazione o eccitazione della rabbia quando questa persona viene riconosciuta positivamente. Può anche avere effetti più a lungo termine, come lo sviluppo di un atteggiamento ostile, cinico, sarcastico che può diventare una barriera contro altre relazioni sane; mancanza di crescita personale ed emotiva; difficoltà nell'auto-rivelazione; difficoltà a fidarsi degli altri; perdita di fiducia in se stessi; e sovra-compensazione.
Il risentimento cronico (cioè troppo) può anche portare a sintomi malsani, come la costrizione delle terminazioni nervose nei muscoli (che causano dolori muscolari cronici e di basso grado e alla schiena).
Un risentimento di lunga durata (cioè troppo lungo) può causare la distruzione delle cellule T (abbassando il sistema immunitario), ipertensione (che aumenta il rischio di ictus e infarto), cancro, tossicodipendenze, depressione e accorciamento della durata della vita.

## Strategie adattative
Ad aggravare ulteriormente questi effetti negativi, il risentimento spesso funziona in una spirale discendente. I sentimenti di risentimento interrompono la comunicazione tra la persona risentita e la persona che ritiene abbia commesso il torto e possono provocare futuri problemi di comunicazione e lo sviluppo di ulteriori sentimenti di risentimento. A causa delle conseguenze che comportano, i sentimenti di risentimento sono pericolosi con cui convivere e devono essere affrontati. Il risentimento è un ostacolo al ripristino di uguali rapporti morali tra le persone.
Anche il risentimento e il rancore condividono una connessione di autolesionismo, ma differiscono principalmente nel modo in cui vengono espressi. Il risentimento è unico in quanto è quasi esclusivamente interiorizzato, dove può causare ulteriori danni emotivi e psicologici ma non ha un forte impatto sulla persona risentita. Al contrario, il rancore è esclusivamente esternalizzato, implicando azioni vendicative contro una fonte (percepita o effettiva) di torto. Tuttavia, le azioni dispettose possono derivare da sentimenti di risentimento.
Lo psicologo James J. Messina raccomanda cinque passaggi per affrontare e risolvere i sentimenti di risentimento: (1) Identificare la fonte dei sentimenti di risentimento e cosa ha fatto la persona per evocare questi sentimenti; (2) sviluppare un nuovo modo di guardare alla vita passata, presente e futura, compreso il modo in cui il risentimento ha influenzato la vita e come lasciar andare il risentimento può migliorare il futuro; (3) scrivere una lettera alla fonte del risentimento, elencando le offese e spiegando le circostanze, quindi perdonare e lasciare andare le offese (ma non inviare la lettera); (4) visualizzare un futuro senza l'impatto negativo del risentimento; e (5) se i sentimenti di risentimento persistono ancora, torna al passaggio 1 e ricomincia.
Il disturbo dell'amarezza post-traumatico è stato collegato al risentimento, in alcuni casi.

## Confronto con la rabbia
Robert C. Solomon, professore di filosofia all'Università del Texas ad Austin, pone il risentimento sullo stesso continuum della rabbia e del disprezzo, e sostiene che le differenze tra i tre sono che il risentimento è rabbia diretta verso un individuo di rango superiore; la rabbia è diretta verso un individuo di pari status; e il disprezzo è la rabbia diretta verso un individuo di rango inferiore.
Steven Stosny fa un'analogia, distinguendo le funzioni di rabbia e risentimento, come: la rabbia è un estintore inteso a "spegnere" e impedire che situazioni immediatamente dannose diventino più dannose, mentre il risentimento è più simile a un allarme fumo: qualcosa che è sempre "acceso" (e richiede energia ed emozioni per sostenere questo sistema di allarme) e ha lo scopo di proteggerci se, per ogni evenienza, si presenta qualcuno o qualcosa di dannoso dall'esperienza passata. Il risentimento e la rabbia differiscono principalmente nel modo in cui sono espressi esternamente. La rabbia si traduce in un comportamento aggressivo, utilizzato per scongiurare o affrontare una minaccia, mentre il risentimento si verifica una volta che il danno è stato inflitto e non è espresso in modo aggressivo o aperto.
Un'altra differenziazione tra rabbia e risentimento è la seguente: la rabbia riguarda la situazione immediata (arretrare o sottomettersi), mentre il risentimento è un modo difensivo per punire mentalmente (o nel caso più estremo, per svalutare) te stesso o il ricordato delinquente. Un'altra differenziazione è che il risentimento riguarda raramente (se non mai) un singolo stimolo specifico: anche dopo che sono stati apportati cambiamenti comportamentali (ad es. la responsabilità è stata affrontata) o lo stimolo non è più presente (ad es. la situazione non è più incontrato) il risentimento può essere ancora presente. Mentre la rabbia è innescata da uno stimolo specifico e di solito si riduce di intensità man mano che lo stimolo si attenua (o non è più presente).

## Confronto con convinzione
Una caratteristica importante dell'agire in base al risentimento è che è contro qualcosa (ad es. ingiustizia, ingiustizia, abuso, situazioni che minacciano i valori o il benessere). Considerando che, agire sulla convinzione è per qualcosa (cioè la giustizia, il benessere di sé o degli altri, o qualsiasi altro valore ritenuto importante da un individuo). La distinzione è importante, quando si agisce, perché mentre agire per i propri valori più profondi crea azioni coerenti con i propri valori, agire contro cose (o persone) che non si apprezzano non porta necessariamente ad azioni coerenti con i propri valori più profondi (es., omicidio). L'autoriflessione può aiutare a determinare su quale dei due si sta agendo, affermando perché il comportamento è coerente con i propri valori più profondi: se la propria risposta rappresenta convinzione, rifletterà i propri valori più profondi; se è risentito svaluterà qualcuno o qualcosa.

## Prospettive filosofiche
- Max Scheler considerava il risentimento il prodotto della debolezza e della passività[25].
- Nietzsche vedeva il risentimento come un'emozione ignobile alla base del romanticismo rousseauiano - "poiché sotto tutto il romanticismo giacciono i grugniti e l'avidità dell'istinto di vendetta di Rousseau"[26].

Scheler è stato determinante nel pensiero del risentimento.

## Alcolismo e fanatismo
Alcolisti Anonimi (AA) cita il risentimento come il colpevole numero uno e una delle più grandi minacce per una persona che soffre di alcolismo. I Dodici Passi di AA comportano l'identificazione e la gestione del risentimento come parte del percorso verso la guarigione, compreso il riconoscimento del proprio ruolo nel risentimento e la preghiera affinché il risentimento venga eliminato. L'inventario che AA suggerisce per elaborare i risentimenti consiste nell'inventariare prima il risentimento identificando con quale persona, istituzione o principio si è arrabbiati, quindi identificare il motivo per cui si è arrabbiati, quali istinti del sé sono influenzati dal risentimento. Infine, ignorando completamente l'altra persona coinvolta, l'alcolista cerca i propri errori, dove è da biasimare e dove è stato colpevole: dove l'alcolista è stato egoista, disonesto o spaventato? Dopo aver scritto e condiviso un inventario, viene intrapresa un'azione disinteressata e costruttiva.
Il risentimento può anche svolgere un ruolo nei conflitti razziali ed etnici. Si dice che il risentimento abbia infettato la struttura del valore sociale, ed è quindi un catalizzatore regolare nei conflitti innescati dalla disuguaglianza. Può anche essere una delle emozioni vissute durante il conflitto di classe, in particolare dalla classe sociale oppressa.

## Esempi letterari
- Lo scrittore britannico Norman Douglas ha confessato l'abitudine di prendere in prestito denaro, come D.H. Lawrence; ma a differenza di Lawrence, Douglas è stato in grado di nascondere "la reazione primaria: il risentimento... Ci opponiamo all'essere trattati con condiscendenza; ci fa risentire"[29].
- Il sociologo Zygmunt Bauman parla del risentimento: "Sia Nietzsche che Scheler indicano il risentimento come uno dei maggiori ostacoli all'amare l'Altro come te stesso. Mentre scrivevano in tedesco, usavano il termine francese ressentiment, il cui significato complesso è reso meno che perfettamente dal termine inglese più semplice "resentment"[30].